# Redberry Lake
Redberry Lake är en sjö i Kanada.   Den ligger i provinsen Saskatchewan, i den centrala delen av landet, 2 400 km väster om huvudstaden Ottawa. Redberry Lake ligger 498 meter över havet. Arean är 53 kvadratkilometer. Den sträcker sig 8,6 kilometer i nord-sydlig riktning, och 8,6 kilometer i öst-västlig riktning.
Trakten runt Redberry Lake är nära nog obefolkad, med mindre än två invånare per kvadratkilometer.